# Rhadinaea myersi
Espèce
Statut de conservation UICN

 DD  : Données insuffisantes
Rhadinaea myersi  est une espèce de serpents de la famille des Dipsadidae.

## Répartition
Cette espèce est endémique du Mexique. Elle se rencontre dans les États du Guerrero et d'Oaxaca.

## Publication originale
- Rossman, 1965 : Two new colubrid snakes of the genus Rhadinaea from southern Mexico. Occasional papers of the Museum of Zoology, Louisiana State University, vol. 32, p. 1-8.